# Fuero de Valdezcaray
El Fuero de Valdezcaray, también llamado Fuero de Las Villas, es una carta foral concedido por Fernando IV de Castilla a un conjunto de pueblos de la misma comarca: Ojacastro, Ezcaray, Valgañón y Zorraquín. Dentro del conjunto de fueros riojanos es una singularidad ya que lo habitual es su concesión a una villa o una ciudad pero no a una comarca, en este caso, «las cuatro villas del curso del Alto Oja que conforman, gracias al mismo, una comarca con fuerte sentido unitario e histórico».

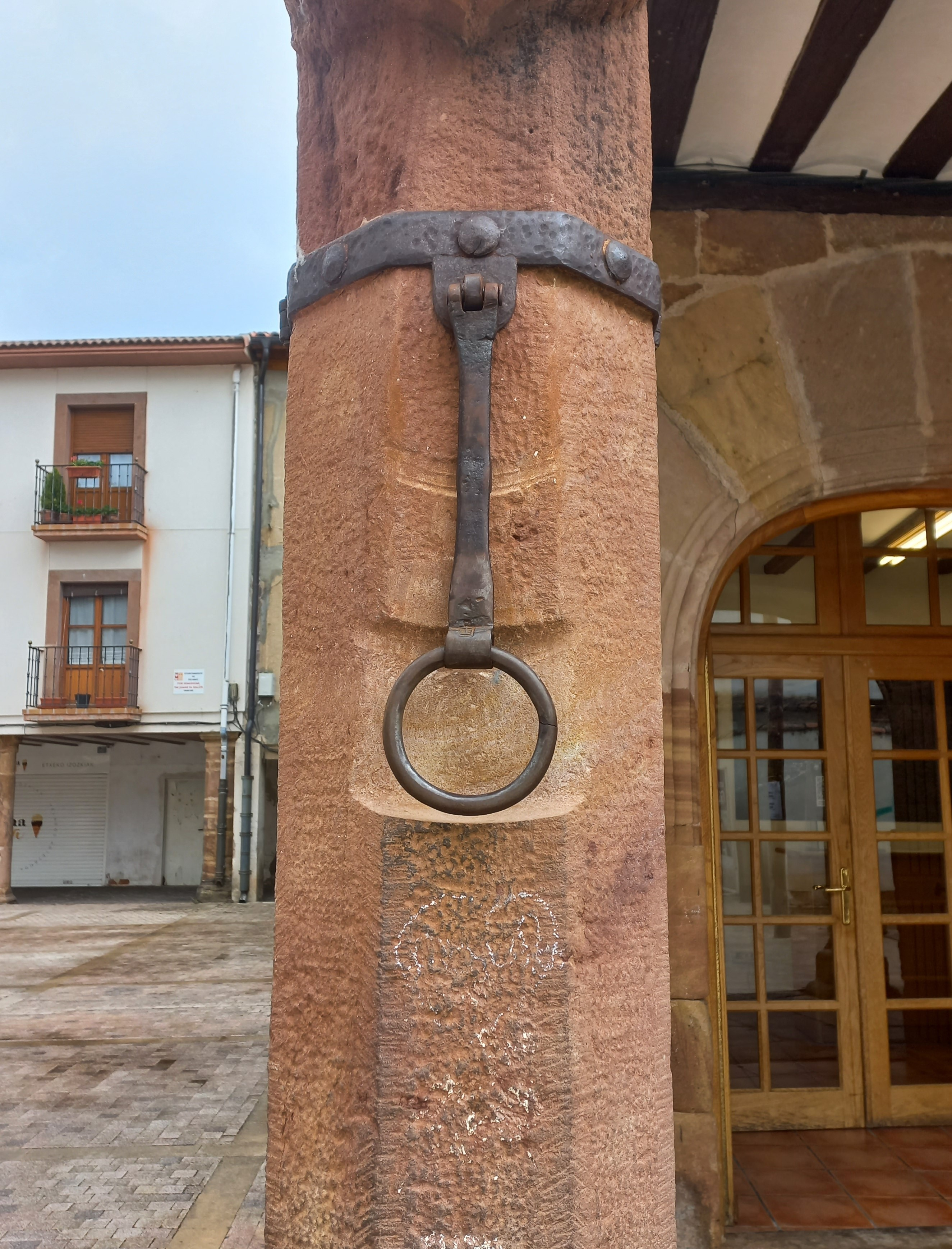
La llamada Argolla del Fuero de Valdezcaray. Se encuentra en la Plaza de la Verdura de Ezcaray (La Rioja, España).

## Contexto histórico
A principios del siglo XIV era manifiesta la prolongada despoblación de esta comarca riojana por lo que el rey castellano Fernando IV concedió el 24 de abril de 1312, durante la celebración de las Cortes de Valladolid, este privilegio en cuyo tenor se expresaba la finalidad:

“[...] por facer bien e merced al Valle de la Villa de Ojacastro e Escaray e Zurraquin e Valgañon e sus terminos, e porque mejor se pueble el dicho Valle, es mi merced que los vecinos e moradores que agora viven e moran e vinieren a poblar de aquí adelante en el dicho Valle de la dicha Villa de Ojacastro e Escaray e Zurraquin e Valgañón, e en los dichos sus terminos, que sean francos e quitos e exentos de todo pecho e pedido e tributo e emprestito, e de todo otro cualquier pecho Real que los de la otra tierra me hayan de dar que nombre haya de pecho. Mas es la mi merced que en el lugar de Señorio pechen a mi e a los otros Reyes, que despues de 
mi fueren, cada fuego de los vecinos e moradores que moran e moraren de aqui adelante en el dicho Valle de la Villa de Ojacastro e Escaray e Zurraquin e Balgañon, den e pechen cinco maravedis de la moneda nueva e non mas.”
Fernando IV de Castilla,
Fuero comarcal de Ojacastro, Ezcaray, Zorraquín y Valgañón,
 en el Archivo General de Simancas, Libro de privilegios, núm. 284, art. 25 (A) y
 en el Archivo Municipal de Ezcaray, conf. de Fdo. VII (B).

De tal forma que los habitantes quedaban exentos del pago del portazgo de su ganado, mercaderías, etc., excepto de las ciudades de Toledo, Murcia y Sevilla. Con todo ello, dejaba a los habitantes del Valle del Río Oja libres de todo pecho, tributo o empréstito, excepto “cinco maravedis de moneda nueva e non mas”. 
Además de esto, con el fin de aumentar la repoblación, esta carta foral concedía justicia propia a la villa. Por tanto, los malhechores que se refugiasen debían ser defendidos y que la justicia no los pudiera sacar del valle, nadie podía venir a juzgarlos de fuera.  
El fuero fue impugnado en dos ocasiones en sus años de existencia:  
- La primera vez que se impugnó fue en el siglo XV, en un intento del señor del Valle Don Pedro Manrique de Lara de avasallar a su pueblo.
- La segunda fue en 1736, cuando Santo Domingo de la Calzada intentó cobrar el tránsito a los mercaderes de la villa.

## Extinción de su vigencia
En ambas ocasiones fue más importante el Fuero que prosiguió vigente hasta que se retiraron todos los fueros en el año 1876, tras la tercera guerra carlista. 
Actualidad
En la actualidad, como símbolo de esta época que vivió la villa, en la Plaza de la Verdura se conserva “La Argolla del Fuero”